# Las aventuras de Máximo
Las aventuras de Máximo va ser una sèrie d'Antena 3 Televisió protagonitzada pels presentadors del Club Megatrix1. Va ser estrenada el 18 de setembre de 1995 i va acabar al febrer de 1998. Tractava els intents d'un extraterrestre per tornar al seu planeta a través de diverses històries.

## Història
Ingrid Jordi i David, són 3 germans que es van a viure a la ciutat de Madrid. allà coneixen a la seva veïna Ella, filla d'una família de metges. quan David utilitza el seu nou ordinador amb internet, entra contacte amb Màxim. un extraterrestre del Planeta Emu que ha arribat accidentalment a la terra. Màxim té la nau espatllada, i no sap com tornar a emú. al costat dels seus nous amics, viuen grans aventures per tot el món, i per la història de la humanitat. entre elles hi ha des explorar una Mina d'or abandonada, fins a visitar Itàlia Renaixentista. per poder ajudar-los, Màxim compta amb el poder d'una Esfera màgica anomenada Mega-bola, disposada a treure'ls de qualsevol compromís. en els últims capítols de la temporada, Màxim crea un robot de nom Mínim que li ajudaria custodiar la Mega-bola d'un androide anomenat Megón.